# Holzgünz
Holzgünz è un comune tedesco di 1 170 abitanti, situato nel land della Baviera.